# Clémentine Autain
Clémentine Autain   (Saint-Cloud, 26 de maig de 1973) és una política i periodista francesa. Ha estat membre primer del Partit Comunista Francès i després de La França Insubmisa.
De 2001 a 2008 va ser consellera de París. Del 2014 al 2020, va ser regidora de la ciutat de Sevran. Es va convertir en consellera regional d'Illa de França el 2015, un mandat que va exercir fins a la seva elecció el juny de 2017 com a diputada de Sena Saint-Denis. Va ser reelegida el 2022. També és directora editorial del trimestral Regards i cosecretària de la Fondation Copernic, un cercle de reflexió crítica sobre el liberalisme econòmic.

## Biografia
Clémentine Cécile Autain és filla del cantant Yvan Dautin (de nom real Yvan Autain) i de l'actriu Dominique Laffin. El seu avi matern, André Laffin, va ser diputat d'Yonne (1960–1962) i cofundador del Front national des combattants al costat de Jean-Marie Le Pen. Un dels seus oncles paterns, François Autain, va ser alcalde de Bouguenais, diputat i secretari d'estat sota la presidència de François Mitterrand, i senador socialista del Loira Atlàntic, havent-se unit al Partit d'Esquerra el 2008.
Als 4 anys, Clémentine Autain va fer el paper de Pamela al cinema amb la seva mare a Les Petits Câlins de Jean-Marie Poiré, pel·lícula estrenada l'any 1978. Als 10 anys, va cantar cançons del grup ABBA als platós de televisió en companyia de Frida, Daniel Balavoine i Plastic Bertrand. Va enregistrar discos, va fer concerts i va protagonitzar una sèrie de televisió. Paral·lelament, també va tenir un primer contacte amb la política gràcies a l'amistat dels seus pares amb Jack Ralite i Alain Krivine. El 1985, quan tenia 12 ans, va morir la seva mare. Clémentine Autin explica en el seu llibre Dites lui que je l'aime com es va construir en oposició a la seva mare, una actriu radiant però una mare sofrida incapaç de tenir cura de la seva filla.
Clémentine Autain va fer estudis d'història. Té un màster en història de l'Algèria francesa i un Diploma d'Estudis Avançats, la tesi del qual es titulada «Moviment social, feminisme i legislació a través de l'exemple del cos de les dones (1967-1982)» i tracta del Moviment d'Alliberament de les Dones.

### Carrera política
A l'octubre 1999, va esdevenir delegada del grup d'estudi sobre les discriminacions fundat per Martine Aubry. A les eleccions municipals de 2001 a París, va ser cap de llista del Partit Comunista Francès (PCF) al 17è districte de París i, encara que va ser derrotada a la segona ronda, va ser nomenada tinenta responsable de joventut pel nou alcalde de París, Bertrand Delanoë.
En una biografia publicada per Anne Delabre el 2006, relata la violació que va patir als 23 anys a punta de ganivet. Va revelar aquest drama durant la precampanya presidencial com «una manera de portar el tema de la violència a debat» i de lluitar contra el «tabú sobre la violació». Al novembre de 2012, va organitzar el manifest del 313 «Declaro que vaig ser violada», retransmès per Le Nouvel Observateur.
Va ser portaveu de Jean-Luc Mélenchon durant la campanya a les eleccions presidencials franceses de 2012. El 2014 va ser escollida al consell municipal de la ciutat de Sevran. El 2015 va ser escollida al consell regional de l'Illa de França. És membre de la comissió permanent del consell regional.
Va ser candidata a les eleccions legislatives de 2017 per l'onzena circumscripció del Sena Saint-Denis, amb el suport de La França Insubmisa (LFI), el PCF i Ensemble!. En segona volta va ser escollida a l'Assemblea Nacional amb el 59,52% dels vots. Va deixar el seu mandat com a consellera regional el juliol de 2017, després de la seva elecció com a diputada. Va ser reelegida com a diputada en aquesta mateixa circumscripció el 2022.
El desembre 2022, un cop absent de la nova direcció de LFI organitzada sense eleccions, al voltant de Manuel Bompard, Clémentine Autain va demanar més deliberacions col·lectives i més pluralisme dins del moviment. El maig de 2023, durant la renovació de la junta del grup parlamentari de LFI a l'Assemblea Nacional, Autain va decidir no participar-hi, talment el cas de François Ruffin i Alexis Corbière.

### Vida personal
Clémentine Autain és mare d'una nena i d'un nen, el pare dels quals és Mikaël Garnier-Lavalley, amb qui va escriure el llibre Salauds de jeunes ! publicat el 2005, assessor de la ministra d'esports Valérie Fourneyron, nomenat l'any 2014 primer delegat interministerial de Joventut. Divorciada del pare dels seus fills, Clémentine Autain va declarar el 2022 haver viscut durant deu anys en una família reconstruïda, amb un professor, activista de LFI.